# Torghandske

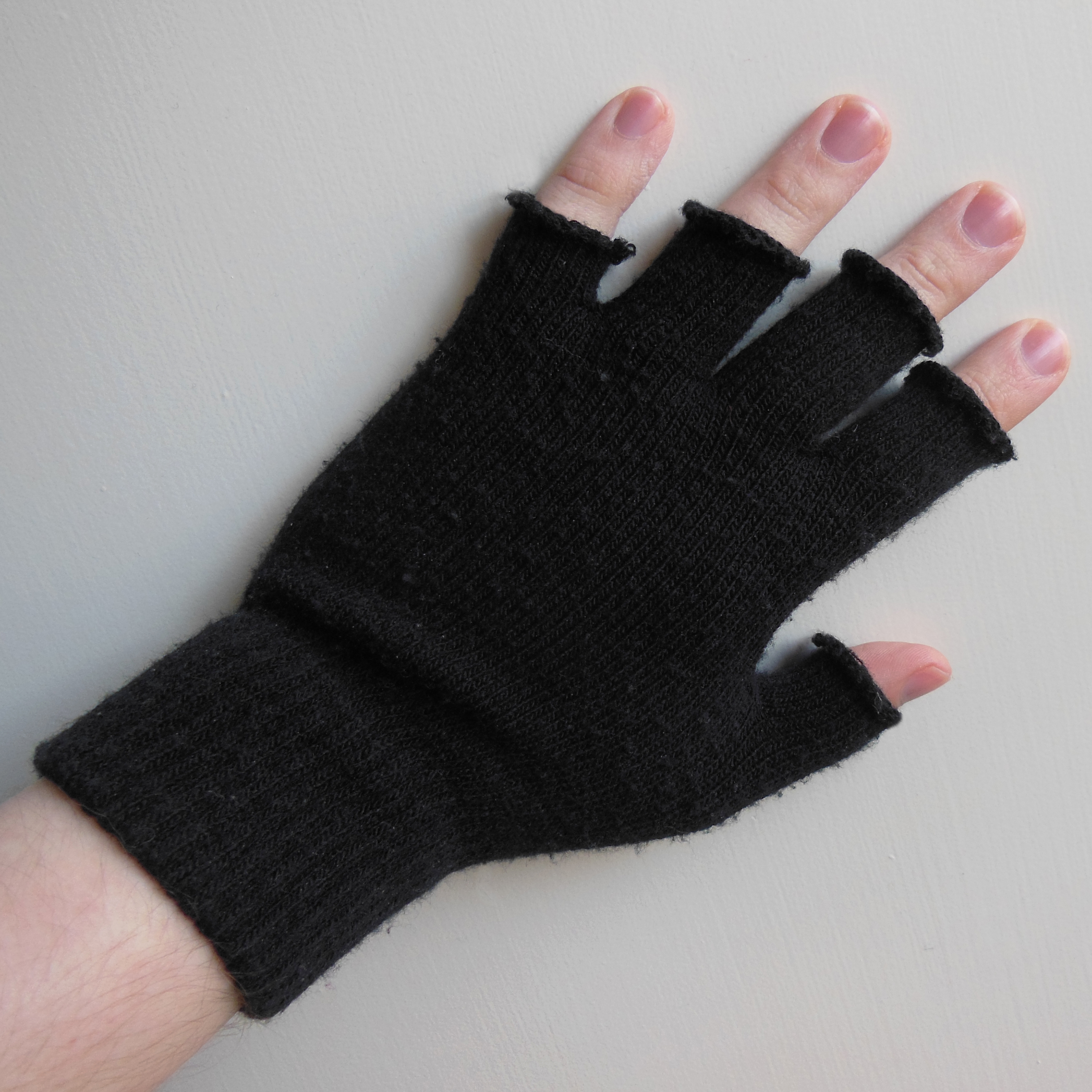
Svart torgvante på vänsterhand.

En torghandske är en handske som blottar fingertopparna. Torghandskar har fått sitt namn för att de används vid torghandel där man behöver hantera varor och pengar i kylan.